# باب چارلز (بازیکن فوتبال)
باب چارلز (انگلیسی: Bob Charles; ۲۶ دسامبر ۱۹۴۱ – ۷ مارس ۲۰۱۴) بازیکن فوتبال اهل بریتانیا بود.
از باشگاه‌هایی که در آن بازی کرده‌است می‌توان به باشگاه فوتبال ویموث و باشگاه فوتبال ساوت‌همپتون اشاره کرد.